# Piła
Piła (alemán: Schneidemühl) es una población en el noroeste de Polonia. Posee 77.000 habitantes (2001). Se encuentra ubicada en el Voivodato de Gran Polonia (desde 1999), anteriormente fue capital del Voivodato de Piła (1975–1998). Piła es la mayor población en la zona norte de Gran Polonia. Es la capital del distrito de Piła. El pueblo se encuentra a orillas del río Gwda y es famosa por sus verdes parques y paseos y los densos bosques que la rodean. Es un importante nudo ferrovioario y carretero, que se encuentra en la intersección de las rutas a - Poznań - Szczecinek y Bydgoszcz - Krzyz.